# Takafumi Hori
Takafumi Hori (堀 孝史?, Hori Takafumi; Prefettura di Kanagawa, 10 settembre 1967) è un allenatore di calcio ed ex calciatore giapponese, di ruolo centrocampista.

## Palmarès

### Allenatore

#### Competizioni internazionali
- AFC Champions League: 1

Urawa Red Diamonds: 2017